# Stefan z Permu
Stefan, imię świeckie Stiepan (ur. ok. 1340 w Wielkim Ustiugu, zm. 26 kwietnia 1396 w Moskwie) – prawosławny mnich, misjonarz i autor przekładów tekstów liturgicznych na język zyriański, twórca alfabetu staropermskiego, apostoł ludów permskich. Święty Cerkwi prawosławnej i Kościoła katolickiego.

## Życiorys
Podstawowym źródłem dotyczącym postaci Stefana jest jego żywot spisany przez mnicha Epifaniusza Mądrego na krótko po jego śmierci.
Przyszły święty pochodził z rosyjskiej rodziny z Wielkiego Ustiuga, chociaż jeszcze w dzieciństwie nauczył się najprawdopodobniej również języka zyriańskiego. W dzieciństwie nauczył się czytać i pisać, pełnił w miejscowej cerkwi funkcję kanonarchy. Wieczyste śluby mnisze złożył najpóźniej w wieku 25 lat w monasterze św. Grzegorza Teologa w Rostowie. Przy postrzyżynach nie otrzymał nowego imienia zakonnego. Monaster św. Grzegorza gromadził wykształconych mnichów i późniejszy misjonarz mógł nauczyć się w nim płynnie języka greckiego. Zajmował się przepisywaniem ksiąg, a prawdopodobnie także ikonopisaniem. W ciągu pierwszy lat spędzonych w klasztorze został wyświęcony na diakona. W 1379 przyjął natomiast święcenia kapłańskie z rąk locum tenens metropolii kołomieńskiej biskupa Gerazyma. W tym samym roku rozpoczął działalność duszpasterską wśród pogańskich Zyrian. Swoją misję rozpoczął w Kotłasie, następnie wędrował po całej ziemi permskiej. W Ust'-Wym ściął czczoną przez miejscową ludność brzozę, a z jej pnia wykonał ołtarz cerkwi Świętych Archaniołów. Według żywota publicznie udowodnił fałszywość nauk miejscowego maga Pamy, który po starciu z nim musiał opuścić Perm.
Po pięciu latach pracy misyjnej Stefan udał się do metropolity włodzimierskiego i suzdalskiego Pimena z prośbą o wyświęcenie biskupa i erygowanie eparchii na ziemi permskiej. Pimen wyświęcił na biskupa samego Stefana. Biskup permski otrzymał od wielkiego księcia Dymitra Dońskiego część jego dochodów z ziemi permskiej oraz inne przywileje. W miarę postępów chrystianizacji ziemi permskiej biskup Stefan organizował na jej terenie sieć szkół, kontynuował prace nad przekładami prawosławnych tekstów liturgicznych na język zyriański, otwierał domy dla starców i pielgrzymów, utworzył trzy monastery (Świętych Archaniołów w Ust'-Wym, Świętych Archaniołów w Jariensku, Przemienienia Pańskiego oraz św. Stefana w okolicach Ust'-Sysolska). Bronił rdzennej ludności ziemi permskiej przed napadami rabunkowymi nowogrodzian i wiatczan, przeciwstawiał się niekorzystnym dla niej posunięciom administracji moskiewskiej oraz miejscowym rozbójnikom. W 1386 Stefan udał się do Nowogrodu, aby prosić o powstrzymanie się od najazdów na ziemie zamieszkiwane przez Zyrian. W czasie klęski głodu na ziemi permskiej rozdawał prywatne zapasy i zasoby głodującym, organizował dla nich transporty żywności.
W 1391 Stefan mógł brać udział w soborze biskupów ruskich pod przewodnictwem metropolity Cypriana, w czasie którego z urzędu biskupa twerskiego usunięty został Eutymiusz, zaś chirotonię biskupią przyjął jego następca Arseniusz. W 1396 po raz drugi udał się do Moskwy, jednak na krótko po przybyciu do miasta zachorował i zmarł. Został pochowany w soborze Przemienienia Pańskiego (Zbawiciela w Borze) w obrębie moskiewskiego Kremla.

## Upamiętnienie i kult
Kult Stefana rozpowszechnił się w Rosyjskim Kościele Prawosławnym w XVII w. Dniem jego wspomnienia była rocznica śmierci. Pierwsze nabożeństwo do świętego jest jednak znacznie starsze, zostało opracowane przez Pachomiusza Serba już w 1472.
Według tradycji relikwie Stefana z Permu były wystawione na widok publiczny aż do zajęcia przez Polaków Moskwy, wtedy zostały zakryte. Obok raki z relikwiami eksponowany był żezł biskupi duchownego. Gdy Polacy zajęli Kreml, polski hetman Jan Karol Chodkiewicz wysłał żezł do monasteru w Supraślu. Obiekt pozostawał tam do 1849, gdy Świątobliwy Synod Rządzący nakazał przesłanie go do Permu.
Pomimo swojego prawosławnego wyznania wspominany jest jako święty w nowym martyrologium rzymskim w dniu 26 kwietnia.
Stefan z Permu jest bohaterem wielu legend i opowieści ludowych znanych na ziemi permskiej.
Pomnik biskupa w 2013 wzniesiono w Syktywkarze.